# Muzeum w Sosnowcu

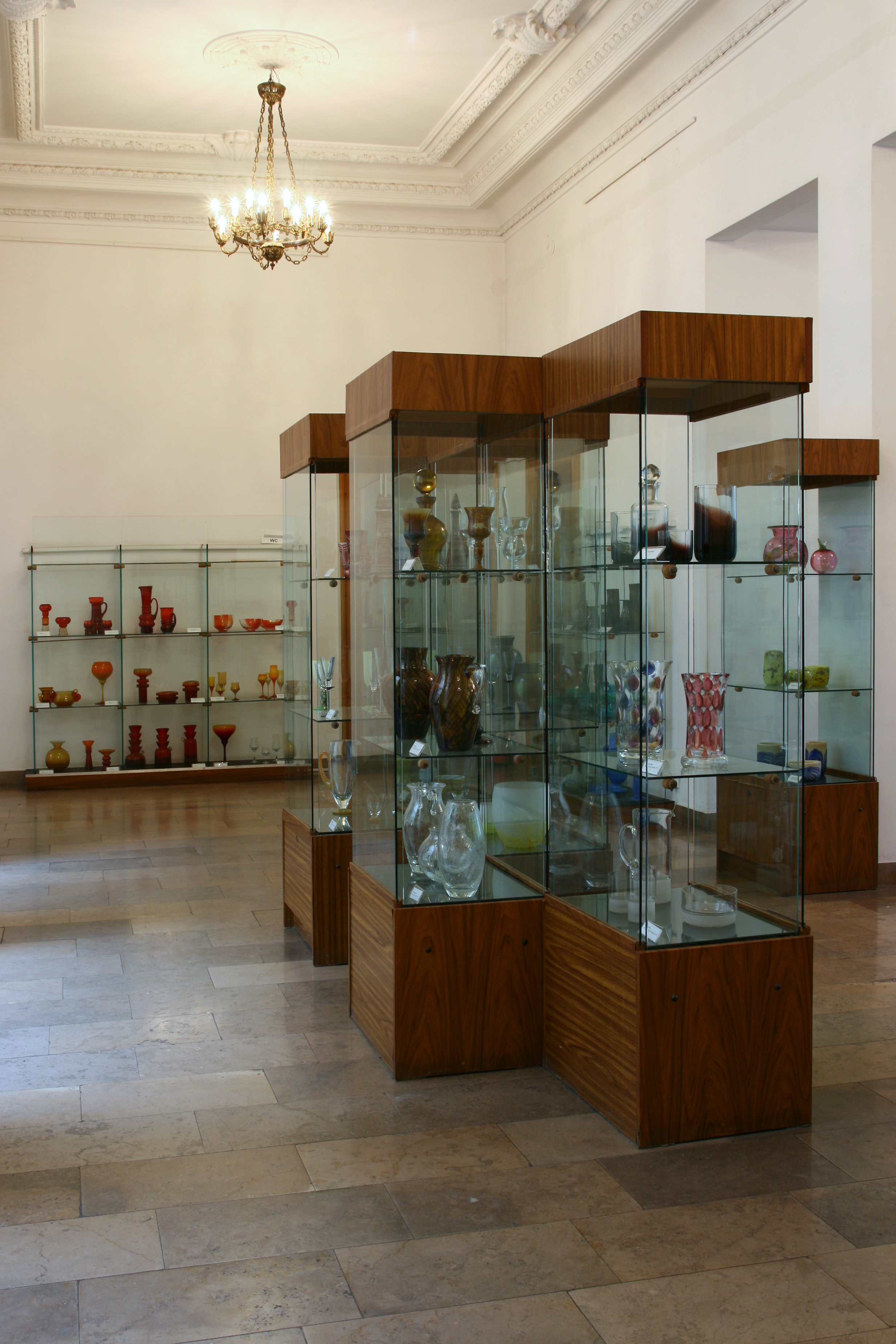
Ekspozycja w Muzeum w Sosnowcu.

Pałac Schoena Muzeum w Sosnowcu zlokalizowane w Pałacu Schöna przy ulicy Chemicznej pośród drzew Parku Schöna.
Muzeum zostało powołane 1 marca 1985 roku jako Muzeum Historii Ruchu Robotniczego Górnego Śląska i Zagłębia Dąbrowskiego – Oddział Muzeum Górnośląskiego w Bytomiu. Od 1989, najpierw jako Muzeum w Sosnowcu, a następnie Pałac Schoena Muzeum w Sosnowcu, działa samodzielnie, prowadzone przez sosnowiecki samorząd. Od samego początku mieści się w Pałacu Schöna w Sosnowcu Środuli, który dzieli ze znajdującą się na parterze Salą Reprezentacyjną Urzędu Stanu Cywilnego oraz znajdującą się w części pomieszczeń piwnicznych Restauracją „Belvedere”. W recepcji Muzeum działa kawiarnia "Trójkąt w kole" oraz sklep z gadżetami związanymi z prezentowanymi w obiekcie pracami, publikacjami muzeum oraz szkłem.

## Działalność
W ramach działalności statutowej Muzeum istnieją następujące działy merytoryczne:
- Dział sprzedaży;
- Dział archeologii;
- Dział edukacyjno-promocyjny;
- Dział historii i kultury miasta;
- Dział szkła;
- Dział sztuki;
- Instytut Zagłębia Dąbrowskiego.

### Edukacja
Muzeum organizuje lekcje muzealne oraz warsztaty skierowane do uczniów i przedszkolaków.

### Badania archeologiczne
Placówka prowadzi i organizuje badania archeologiczne, głównie na terenie Sosnowca, Przy Muzeum funkcjonuje Dział Historii i Kultury Miasta, który gromadzi pamiątki z przeszłości miasta i ilustruje jego dzieje.

### Działalność wystawiennicza

#### Wystawy czasowe
Muzeum organizuje wiele wystaw związanych z dziejami miasta i regionu, często w ramach  obchodów ważnych wydarzeń dotyczących historii Polski i Europy. Za swoją działalność muzeum otrzymało wiele nagród i wyróżnień w prestiżowych konkursach.

#### Wystawy stałe
- Schönowie w Sosnowcu – ekspozycja prezentuje dzieje saksońskich przemysłowców na terenie Sosnowca do 1945 roku oraz ich wkład w rozwój miasta. Na ekspozycję składają się przede wszystkim fotografie i dokumenty[1];
- Polskie Szkło Współczesne – kolekcja szkła, która ukazuje dokonania polskiego szklarstwa na przestrzeni XX i początku XXI w.[4] Jest to jedyna tego typu kolekcja w Polsce, która ukazuje dokonania polskiego szklarstwa na przestrzeni XX i początku XXI w., będąc świadectwem umiejętności w zakresie wzornictwa oraz technologii polskiego szkła.